# حزب داهوميان الديمقراطي
حزب داهوميان الديمقراطي (بالفرنسية: Parti Démocratique Dahoméen)‏ هو الحزب السياسي القانوني الوحيد في داهومي من عام 1963 حتى عام 1965.

## التاريخ
تأسس الحزب في عام 1963 على يد سورو ميغان أبيثي وجوستين أهوماديغي توميتين بعد الإطاحة بالرئيس هوبير ماغا في انقلاب،  واستبدال حزب الوحدة داهوميان باعتباره الحزب القانوني الوحيد في البلاد. يمثل الحزب إلى حد كبير مصالح شعوب أجا وفون وناغو ويوروبا في الأجزاء الجنوبية والوسطى من البلاد.
فاز الحزب بجميع المقاعد الـ 42 في انتخابات عام 1964. ومع ذلك، أدى انقلاب عام 1965 إلى تفكك الحزب، مع عودة ظهور الهيكل الثلاثي الحزبي في الخمسينيات. في ديسمبر 1965، حظر كريستوف سوغلو جميع الأحزاب السياسية.

## التاريخ الانتخابي

### انتخابات الجمعية الوطنية
| انتخابات | زعيم الحزب       | الأصوات | %    | المقاعد |
| -------- | ---------------- | ------- | ---- | ------- |
| 1964     | سورو ميغان أبيثي | 995,929 | 100% | 42 / 42 |